# Bebearia wilverthi
Bebearia wilverthi är en fjärilsart som beskrevs av Aurivillius 1898. Bebearia wilverthi ingår i släktet Bebearia och familjen praktfjärilar. Inga underarter finns listade i Catalogue of Life.